# Saint-Thomas-en-Argonne
Saint-Thomas-en-Argonne település Franciaországban, Marne megyében. Lakosainak száma 37 fő (2022. január 1.). Saint-Thomas-en-Argonne Servon-Melzicourt, Vienne-la-Ville és Vienne-le-Château községekkel határos.

## Népesség
A település népessége az elmúlt években az alábbi módon változott:
| Lakosok száma | 84   | 59   | 53   | 44   | 37   | 37   | 40   | 39   | 38   | 37   |
|               | 1968 | 1982 | 1990 | 2006 | 2013 | 2015 | 2017 | 2019 | 2020 | 2022 |